# 28 mars 1952
Le vendredi 28 mars 1952 est le 88e jour de l'année 1952.

## Naissances
- Alain Sarde, producteur de cinéma français
- Attilio Fontana, politicien italien
- Bill Gertz, journaliste américain
- Kaarina Kaikkonen, artiste finnoise
- Kees Zwamborn, footballeur néerlandais
- Keith Ashfield (mort le 22 avril 2018), personnalité politique canadienne
- Len Elmore, joueur de basket-ball américain
- Leonid Tibilov, homme politique sud-ossète
- Marie-Anne Erize (morte date inconnue), mannequin et militante des Montoneros franco-argentine, disparue en 1976 pendant la dictature
- Monika Gronke, iranologue et islamologue allemande
- Paola Tedesco, actrice italienne
- Patrice Thierry (mort le 7 avril 1998), poète et éditeur français
- Tony Brise (mort le 29 novembre 1975), pilote automobile
- Víctor Vargas, avocat et homme d'affaires vénézuélien

## Décès
- Étienne Avenard (né le 7 septembre 1873), traducteur, il se convertit à l’art de la faïence
- Antonieta de Barros (née le 17 juillet 1901), journaliste brésilienne
- Gaston Berthe (né le 1er décembre 1889), homme politique français
- John Flanagan (né en 1865), artiste américain
- Karl Weisenberger (né le 29 septembre 1890), général d'infanterie allemand
- Léon Chevalme (né le 24 décembre 1888), syndicaliste français

## Événements
- Création de la municipalité de  Campbell en Californie
- Création du gouvernement Slaheddine Baccouche II en Tunisie